# Aeroporto Internazionale del Cairo
L'Aeroporto Internazionale del Cairo (in arabo مطار القاهرة الدولي‎?, Maṭār al-Qāhirah al-Duwaliyy) (ICAO: HECA - IATA: CAI) è un aeroporto egiziano situato nel distretto del Nozha, a 15 km a nord-est rispetto al centro della città de Il Cairo.
L'aeroporto è hub per la compagnia aerea egiziana EgyptAir, membro dell'alleanza Star Alliance e per la compagnia aerea AMC Airlines.
La struttura è amministrata dalla Egyptian Holding Co. for Airports and Air Navigation (EHCAAN), la quale controlla 4 compagnie nel settore aeronautico egiziano.
Le compagnie aeree hanno chiuso tutti i voli di linea e charter dalle città della Federazione Russa per Egitto nel 2015 in seguito all'attentato terroristico all'aereo Airbus A320 della russa Metrojet e il blocco di tutti i voli.
L'aeroporto del Cairo è il secondo aeroporto più trafficato dell'Africa dopo l'Aeroporto di Johannesburg. Più di 65 compagnie aeree passeggeri si servono di questo scalo oltre alle 9 compagnie di servizio cargo. Negli ultimi anni si è vista incrementare l'importanza dell'aeroporto nelle strategie dell'alleanza, in quanto la sua posizione a metrà tra l'Africa, l'Europa e il Medio Oriente lo rendono molto appetibile come hub. Dispone, pertanto, anche di strutture atte ad accogliere il grande aereo passeggeri Airbus A380.
Nel 2008 l'aeroporto ha visto transitare 14.360.175 passeggeri (con un incremento del 14,2% rispetto all'anno precedente) e la movimentazione di più di 138.000 velivoli (incremento del 12,4%). È l'aeroporto che ha fatto registrare la maggior crescita tra i 100 più grandi al mondo.
È strutturato in tre edifici terminal più uno dedicato esclusivamente al cargo e la quarta pista è in costruzione.

## Statistiche
Questo grafico non è disponibile a causa di un problema tecnico.
Si prega di non rimuoverlo.
Vedi la query Wikidata di origine.

## Galleria d'immagini

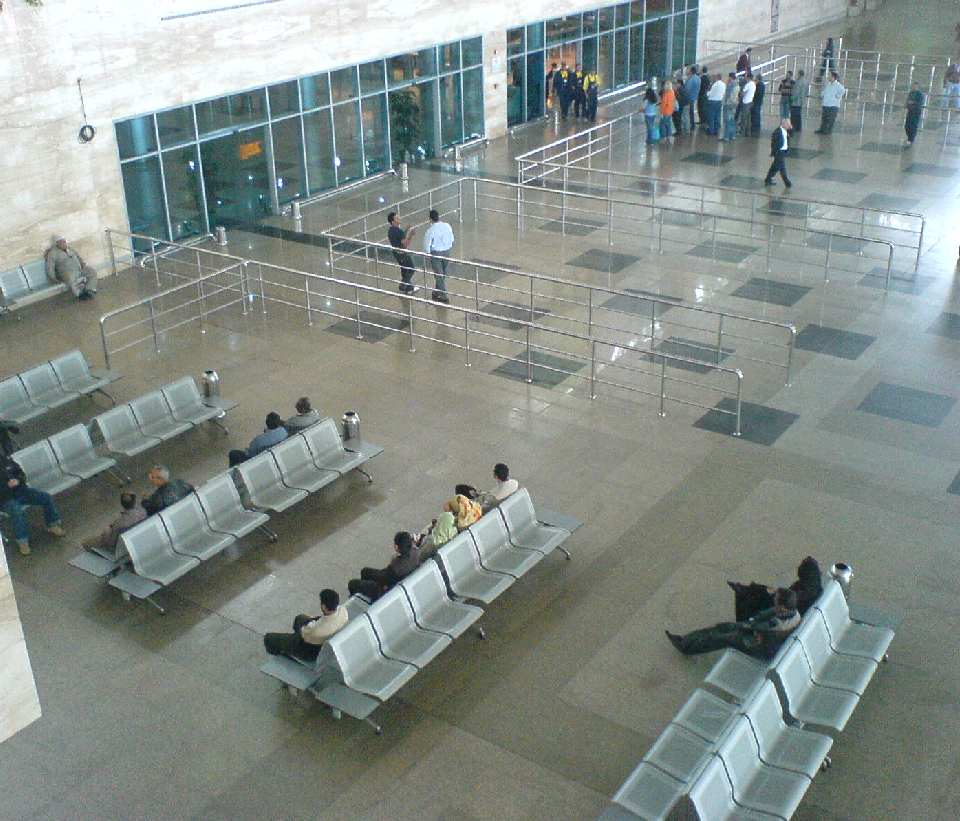
Terminal 1